# Жарко Лазић
Жарко Лазић (Земун, 2. октобар 1979) српски је позоришни, телевизијски и филмски глумац и водитељ. Од 2014. године води емисију Кућа од срца.

## Биографија
Жарко Лазић је рођен 2. октобра 1979. године. Глуму је дипломирао на Алфа БК универзитету. Играо је у представама Битеф театра, Београдског драмског позоришта и Атељеу 212. Глумио у споредним улогама у различитим пројектима а најпознатија међу њима била је улога Драгана Арсића у популарној телевизијској серији Мој рођак са села. Остварио се и као водитељ емисије У туђој кожи и популарној хуманитарној емисији Кућа од срца коју води од 2014. године. Власник је продуцентске куће Shadow Production коју је основао 2004. године.
Женио се два пута из првог брака са Ксенијом има сина Андрију и из другог брака са водитељком Бојаном Лазић сина Матеју.

## Филмографија
| Год.       | Назив                      | Улога         |
| ---------- | -------------------------- | ------------- |
| 2000-те    |                            |               |
| 2003.      | Јагода у супермаркету      |               |
| 2003.      | Ледина                     |               |
| 2004.      | Ментол бомбона             | Снајка        |
| 2005.      | Флерт                      | Болничар      |
| 2006.      | Трансформа                 | Водитељ       |
| 2007.      | Сељаци                     | Капетан Срба  |
| 2008.      | Мој рођак са села          | Драган Арсић  |
| 2010-те    |                            |               |
| 2011.      | Село гори, а баба се чешља | Менаџер       |
| 2013—2014. | Фолк                       | Доктор Цветић |

## Емисије
| Година     | Емисија           | Канал           |
| ---------- | ----------------- | --------------- |
| 2008—2010. | У туђој кожи      | Пинк ТВ         |
| 2011—2012. | Витезови из блата | Пинк ТВ         |
| 2014—данас | Кућа од срца      | ТВ Б92, Пинк ТВ |